# Ходжежки окръг
Ходжежки окръг (на полски: Powiat chodzieski) е окръг в Централна Полша, Великополско войводство. Заема площ от 685,06 км2. Административен център е град Ходжеж.

## География
Окръгът се намира в историческия регион Великополша. Разположен е в северната част на войводството.

## Население
Населението на окръга възлиза на 47 846 души (2012 г.). Гъстотата е 70 души/км2.

## Административно деление
Административно окръгът е разделен на 5 общини.
Градска община:
- Ходжеж

Градско-селски общини:
- Община Маргонин
- Община Шамочин

Селски общини:
- Община Будзин
- Община Ходжеж

## Фотогалерия
- Маргонин
- Ходжеж
- Шамочин